# Tupac (Supercomputadora)
La supercomputadora Tupac, es un clúster computacional dirigido a la resolución de modelos de simulación utilizando técnicas de computación de alto rendimiento.
Está ubicada en el Centro de Simulación Computacional para Aplicaciones Tecnológicas (CSC), dependiente del Consejo Nacional de Investigaciones Científicas y Técnicas (CONICET), ubicado en el Polo Científico-Tecnológico.  El responsable del proyecto de la puesta en funcionamiento de Tupac fue el Dr. Eduardo Dvorkin, mientras que el responsable técnico es el Dr. Esteban Mocskos La instalación de Tupac fue financiada por la Agencia Nacional de Promoción Científica y Tecnológica y el CONICET en el marco del Proyecto Ondas que administra el Fondo Argentino Sectorial (FONARSEC) de la Agencia Nacional de Promoción Científica y Tecnológica.

## Características
Dentro de sus prestaciones, Tupac puede simular procesos de fractura hidráulica para la industria petrolera, específicamente la técnica a utilizar por YPF en la explotación hidrocarburífera de Vaca Muerta.
A su vez, puede desarrollar modelos de predicción meteorológica para el Servicio Meteorológico Nacional, modelados estructurales y fluidodinámicos de vehículos espaciales (como el Tronador II) y aeronaves en general. También puede ser utilizada para modelos de radar y sonar por la empresa INVAP.
Cabe destacar que la computadora estará abierta a toda la comunidad científica, que gracias al servicio provisto por InnovaRed a través de redes avanzadas de alto rendimiento, podrá conectarse a Tupac para utilizarla en investigaciones que requieran de su capacidad de procesamiento.
A partir de la instalación de Tupac, la Argentina se posiciona junto a México y Brasil entre los países líderes en contar con este tipo de equipamiento en Latinoamérica.
El clúster Tupac equivaldría a 12 000 computadoras hogareñas (tomando como base de equivalencia promedio un procesador Core i5 3470).

## Estado actual
El clúster Tupac se encontraba fuera de servicio para la comunidad científica desde el 21 de abril de 2015 debido a problemas con el producto MRG Grid de Red Hat para el manejo de colas de recursos. Actualmente(y desde el 24/11/2015) TUPAC ya se encuentra operativo utilizando Slurm en lugar de MRG Grid.

## Usos
- Simular procesos de fractura hidráulica en la industria petrolera que se emplearán para la explotación hidrocarburífera de Vaca Muerta para YPF.
- Desarrollar modelos de predicción meteorológica por parte del Servicio Meteorológico Nacional.
- Modelados estructurales y fluidodinámicos de vehículos espaciales como Tronador, para la empresa nacional VENG.
- Modelos de radar y sonar para INVAP.
- Modelado fluidodinámico de aviones para Fábrica Argentina de Aviones.

## Usuarios posibles
Si bien la supercomputadora tiene prioridad en el uso de proyectos de desarrollo tecnológico, está abierto para ser utilizada por parte de la comunidad científica. Para hacerlo, simplemente se debe indicar el uso previsto, el proyecto que se va a estudiar y otros detalles técnicos en el formulario que se encuentra en línea en la página . La información incluida es analizada por la comisión asesora, quien evalúa el pedido y verifica que se encuadre dentro de los usos estipulados de este tipo de equipamiento.